# Pekka Sauri
Pekka Markus Sauri, född 31 maj 1954 i Helsingfors, är en finländsk politiker och ämbetsman. 
Sauri uppnådde doktorsgraden i psykologi vid Brunel University i London 1990. Han var partisekreterare i Gröna förbundet 1990–1991 och partiordförande 1991–1993. Han invaldes 1993 i stadsfullmäktige i Helsingfors och var dess ordförande 2001–2003 samt utsågs 2003 till biträdande stadsdirektör med ansvar för byggnads- och miljöväsendet.

## Utmärkelser
- Kommendör av Nordstjärneorden,  2003[2]
- Kommendörstecknet av Finlands Lejons orden,  6 december 2006[3]
- Kommendör av Luxemburgs förtjänstorden,  2016[2]
- Kommendörstecknet av Finlands Vita Ros’ orden,  6 december 2024[4]

[Redigera Wikidata]